# Перемога (Липоводолинский район)
Перемога (укр. Перемога) — село,
Беевский сельский совет,
Липоводолинский район,
Сумская область,
Украина.
Код КОАТУУ — 5923280809. Население по данным 1984 года составляло 110 человек.
Село ликвидировано в 2008 году.

## Географическое положение
Село Перемога находится на расстоянии в 1 км от сёл Воропаи и Московское.
По селу протекает пересыхающий ручей с запрудой.

## История
- 1991 — село переподчинено из Московского сельского совета в Беевский сельский совет[1].
- 2008 — село ликвидировано[1].